# Fjädersvansfalanger
Fjädersvansfalanger (Distoechurus pennatus) är ett pungdjur i familjen dvärgflygfalanger (Acrobatidae) som förekommer på Nya Guinea.

## Beskrivning
I motsats till dvärgflygpungmusen som är den andra arten i samma familj saknar fjädersvansfalanger flygmembran och flygförmåga. Individerna når en kroppslängd mellan 10 och 13 cm och därtill kommer en 12 till 15 cm lång svans. Vikten varierar mellan 38 och 62 gram. Pälsens grundfärg är ljusgrå till ljusbrun. Huvudet har en påfallande färgteckning, den är vit med två breda svarta eller bruna strimmor från nosen över ögonen till hjässan. Dessutom finns vid kinden mörka fläckar. Svansen har på ovan- och undersidan borstlika hår som liknar fjädrar.
Arten lever i Nya Guineas centrala bergstraktar upp till 1 900 meter över havet men hittas även i låglandet. Habitatet utgörs av regnskogar och andra skogar. Djuret uppsöker även människans trädgårdar.
Individerna är aktiva på natten och vistas främst i träd. De bygger bon i trädets håligheter eller i lövansamlingar. Födan utgörs av blommor, frukter, insekter och andra ryggradslösa djur. Fjädersvansfalanger lever troligen ensam men de iakttogs även i par. Honor kan para sig hela året men de flesta ungar föds under våren. Per kull föds vanligen en till två ungar. Den äldsta individen i fångenskap levde 20 månader.
Fjädersvansfalanger är inte sällsynt och listas av IUCN som livskraftig (LC).